# IC 361
IC 361 oder Melotte 24 ist ein offener Sternhaufen vom Typ II1r im Sternbild Giraffe am Nordsternhimmel. Der Sternhaufen hat eine scheinbare Helligkeit von 11,7 mag und einen Durchmesser von 7'. Seine Entfernung zum Sonnensystem beträgt etwa 3500 Lichtjahre.
Entdeckt wurde das Objekt am 11. Februar 1893 vom britischen Astronomen William Frederick Denning.